# Packer Jim's Guardianship
Packer Jim’s Guardianship è un cortometraggio muto del 1915 diretto da Wray Physioc (Wray Bartlett Physioc). Il film, prodotto dalla Biograph, aveva come interpreti Ivan Christy, W.C. Robinson, Robert Nolan e la piccola Zoe Rae.

## Trama
Un cercatore d'oro giace moribondo nella sua capanna nei boschi, solo con la figlioletta di cinque anni. Sarà la piccola a dover andare a cercare aiuto per il padre malato. Inseguita da un indiano sul piede di guerra, la ragazzina deve raggiungere la città per salvare il padre.

## Produzione
Il film fu prodotto dalla Biograph Company.

## Distribuzione
Distribuito dalla General Film Company, il film - un cortometraggio in due bobine - uscì nelle sale cinematografiche statunitensi il 31 dicembre 1915. Non si conoscono copie ancora esistenti della pellicola che viene considerata presumibilmente perduta.